# Phúc Thắng (xã)
Phúc Thắng là một xã thuộc huyện Nghĩa Hưng, tỉnh Nam Định, Việt Nam.
Tên của xã được ghép từ tên của hai xã cũ là Nghĩa Phúc và Nghĩa Thắng.
Đây là một xã thuộc khu dự trữ sinh quyển châu thổ sông Hồng.

## Địa lý
Xã Phúc Thắng nằm ở phía đông nam huyện Nghĩa Hưng, có vị trí địa lý:
- Phía đông giáp huyện Hải Hậu với ranh giới là sông Ninh Cơ
- Phía tây giáp thị trấn Rạng Đông và xã Nghĩa Lợi
- Phía nam giáp vịnh Bắc Bộ
- Phía bắc giáp xã Nghĩa Bình và xã Nghĩa Tân.

Xã Phúc Thắng có diện tích 11,89 km², dân số năm 2019 là 8.662 người, mật độ dân số đạt 729 người/km². Đây cũng là xã duy nhất giáp biển của huyện Nghĩa Hưng.

## Lịch sử
Địa bàn xã Phúc Thắng trước đây là hai xã Nghĩa Phúc và Nghĩa Thắng thuộc huyện Nghĩa Hưng.
Xã Nghĩa Phúc được thành lập vào năm 1965 theo Quyết định 64-NV của Bộ Nội vụ.
Trước khi sáp nhập, xã Nghĩa Thắng có diện tích 8,79 km², dân số là 6.799 người, mật độ dân số đạt 773 người/km². Xã Nghĩa Phúc có diện tích 3,10 km², dân số là 1.863 người, mật độ dân số đạt 601 người/km².
Ngày 10 tháng 1 năm 2020, Ủy ban Thường vụ Quốc hội ban hành Nghị quyết số 858/NQ-UBTVQH14 về việc sắp xếp các đơn vị hành chính cấp xã thuộc tỉnh Nam Định (nghị quyết có hiệu lực từ ngày 1 tháng 2 năm 2020). Theo đó, sáp nhập toàn bộ diện tích và dân số của hai xã Nghĩa Phúc và Nghĩa Thắng thành xã Phúc Thắng.